# Actinodura nipalensis
Actinodura nipalensis, de nome comum síbia-nepalesa ou asa-malhada-nepalês é uma espécie de ave da família Timaliidae. Pode ser encontrada nos seguintes países: Butão, China, Índia e Nepal. Os seus habitats naturais são: florestas temperadas e regiões subtropicais ou tropicais húmidas de alta altitude.